# Twist of Fate (Band)
Twist of Fate war eine Country-/Folk-Rockband aus Vorarlberg in den 1990er Jahren. Die ausschließlich englischsprachigen Songs wurden zum Großteil von den Bandmitgliedern Helmut Burtscher und Bernie Weber geschrieben. Der Name leitet sich von Simple Twist of Fate, einem Song von Bob Dylan ab.

## Letzte Besetzung
- Helmut „Heli“ Burtscher (1990–1998): Elektro- und Akustik-Gitarren, Gesang
- Bernie Weber (1990–1998): Gesang, Akkordeon, Harmonium, Mundharmonika
- Markus Kreil (1990–1998): Bass
- Roman Lorenz (1994–1998): Keyboard, Gesang
- Thomas Fend (1995–1998): Schlagzeug
- Karlheinz „Charly“ Bonat (1996–1998): Elektro- und Akustik-Gitarren

## Mitglieder aus früheren Besetzungen
- Walter Schuler (1990–1994): Elektro- und Akustik-Gitarren, Gesang
- Helmut Dengg (1990–1994): Schlagzeug
- Didi Konzett (1994): Schlagzeug
- Peter Hackspiel (1994–1995): Schlagzeug
- Thomas Fend (1995–1998): Schlagzeug
- Toni Heidegger (1993–1994): Saxophon, Flöte, Percussion
- Bernhard Thurner (1994–1995): Elektro- und Akustik-Gitarren

## Aftermath bzw. Nachwirkung
Nach der offiziellen Auflösung im Jahr 1998, gab die Band auch danach noch einige Konzerte. Als Nachfolgeband gilt die Dialektgruppe Schellinski.

## Diskografie
- 1996: Live At Labrador (Album)
- 1994: Walking on the Edge (Song als Beitrag für Sampler-CD "kurz.schluß" mit anderen österreichischen Künstlern)
- 1994: Handful of Songs (Album)
- 1993: Vienna Ball (Album)
- 1992: In/Out (Album)
- 1992: In/Out / All I Wanna Do (Single)
- - Leave A Little Love For Me (CD)
- - Time after Time (CD)
- - Demo CD (CD)
- - Bad News from Home / Green Desert (Single)
- - Green Desert (MC, CD)